# Ålsjön (Hällestads socken, Östergötland)
Ålsjön är en sjö i Finspångs kommun i Östergötland och ingår i Motala ströms huvudavrinningsområde. Sjön har en area på 0,174 kvadratkilometer och ligger 62,3 meter över havet.

## Delavrinningsområde
Ålsjön ingår i det delavrinningsområde (651731-149433) som SMHI kallar för Utloppet av Bleklången. Medelhöjden är 70 meter över havet och ytan är 18,76 kvadratkilometer. Det finns inga avrinningsområden uppströms utan avrinningsområdet är högsta punkten. Vattendraget som avvattnar avrinningsområdet har biflödesordning 3, vilket innebär att vattnet flödar genom totalt 3 vattendrag innan det når havet efter 52 kilometer. Avrinningsområdet består mestadels av skog (78 procent). Avrinningsområdet har 2,06 kvadratkilometer vattenytor vilket ger det en sjöprocent på 11 procent.